# Église Saint-Jean-Baptiste de Walsbets
L'église Saint-Jean-Baptiste (Sint-Jan de Doperkerk en néerlandais) est une église de style roman et de style de transition roman-gothique située à Walsbets sur le territoire de la ville belge de Landen, dans la province du Brabant flamand.

## Historique
L'église est classée monument historique depuis le 5 mai 1959 et figure à l'inventaire du patrimoine immobilier de la Région flamande sous la référence 43465.

## Architecture

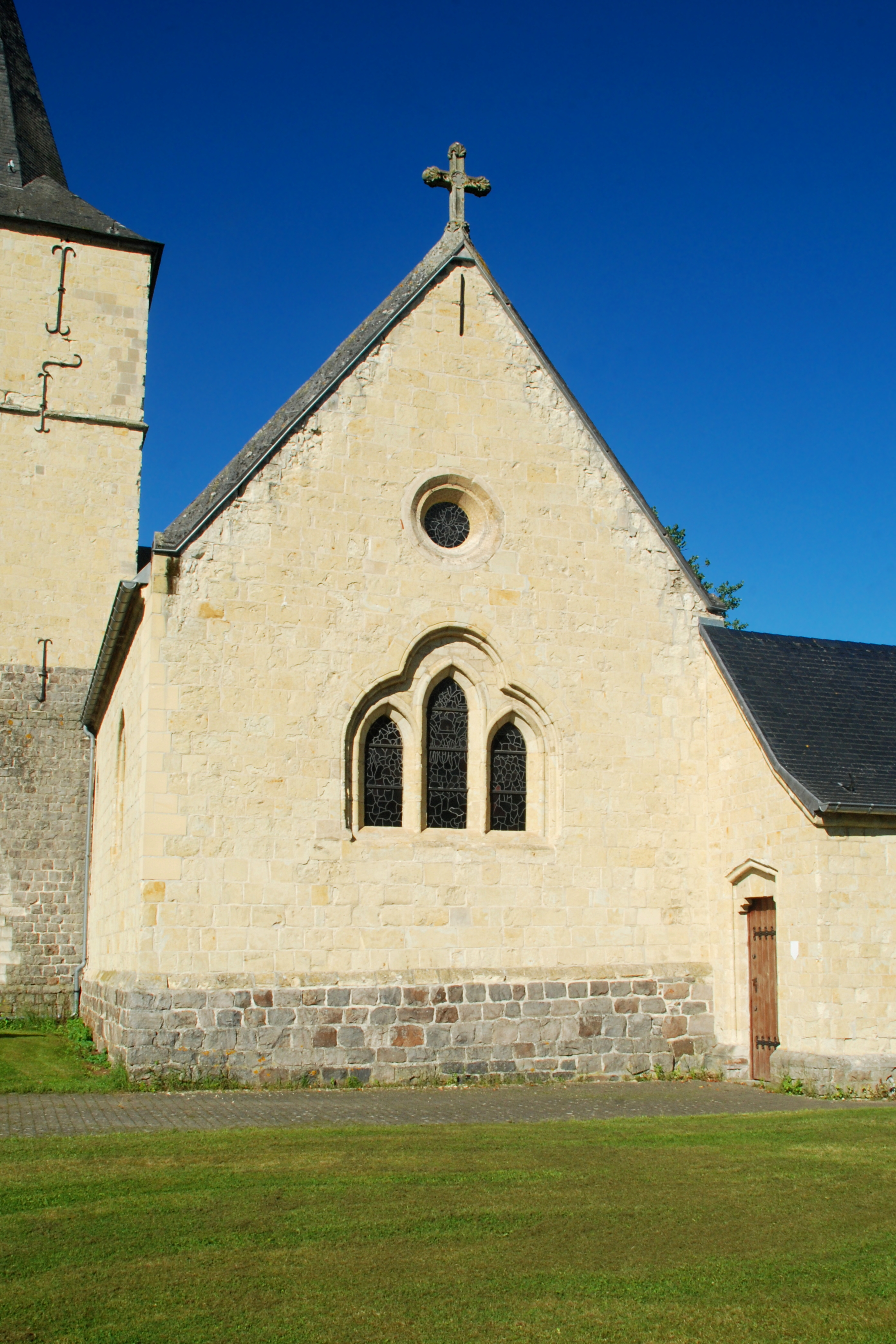
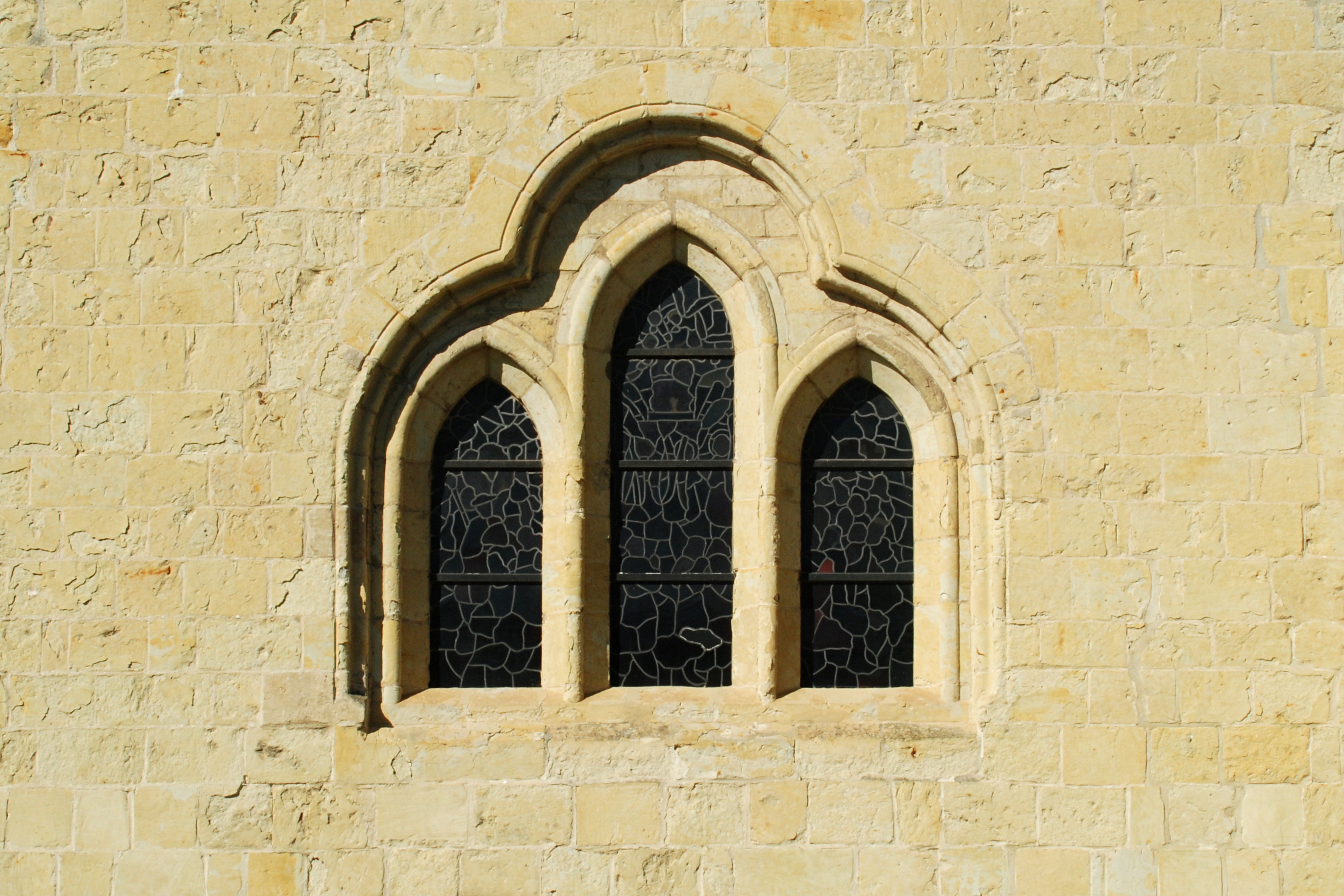
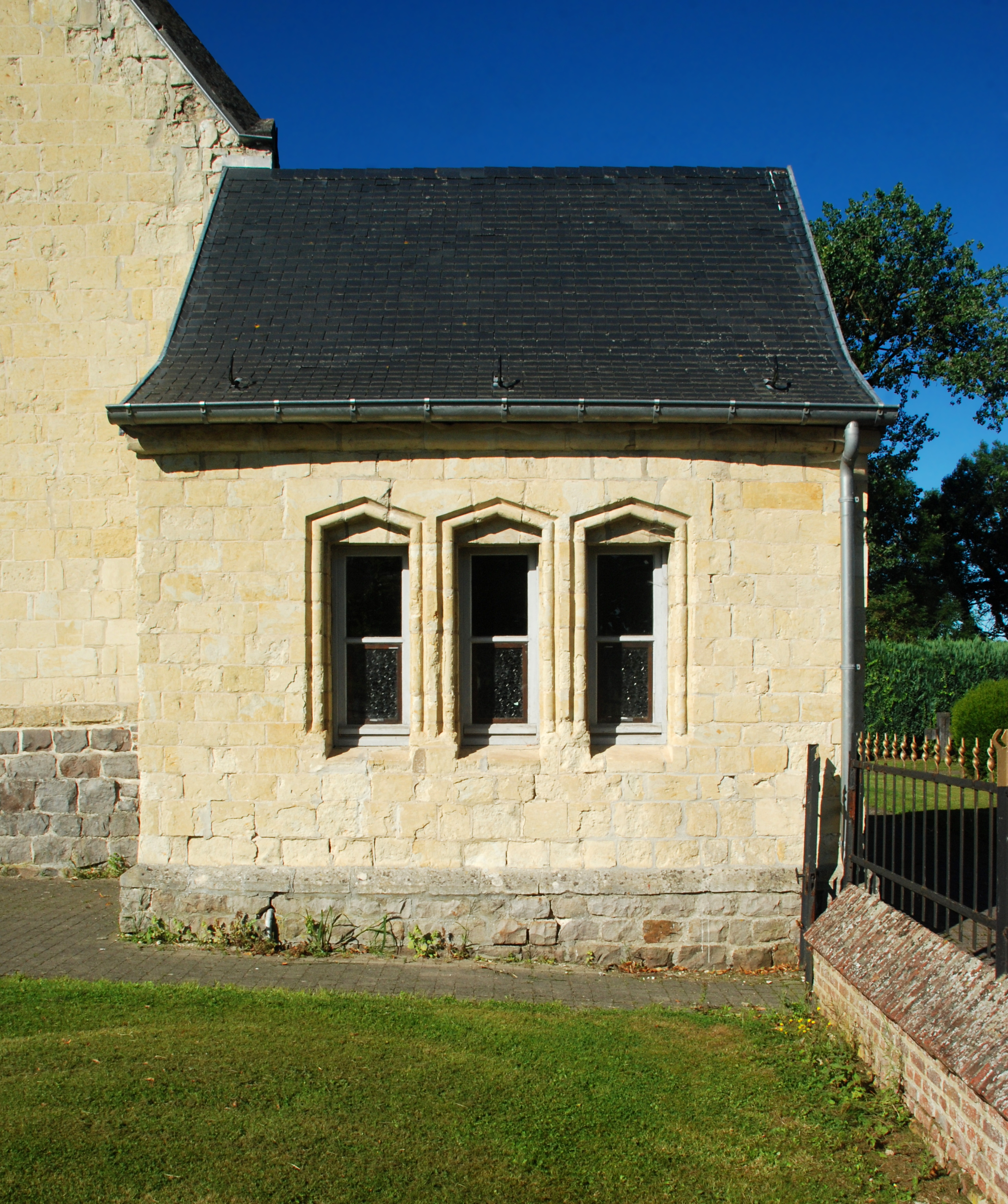